# ماكيا دي إزرنية
ماكيا دي إزرنية هي بلدية في مقاطعة إزرنية في منطقة مليزة بجنوب إيطاليا، وتقع على بعد حوالي 40 كيلومتر (25 ميل) غرب كمبباسة وحوالي 7 كيلومتر (4 ميل) جنوب غرب إزرنية.